# Glory (EP)
Glory je prvi EP australsko-američke reperice Iggy Azalee, a ujedno je i njen drugi album. Album je objavljen 30. srpnja 2012. godine pod diskografskom kućom Grand Hustle Records. Album Glory je njen prvi album koji je objavila pod tom diskografskom kućom. Na EP-u gostuje T.I. koji je ujedno i izvršni producent albuma, zajedno s B.o.B-jem, Pushom T-jem i Mikeom Posnerom. Producenti na albumu su Bei Maejor, Mike Posner, Lil' C, Stix i Omega.

## Pozadina
Iggy Azalea je svoju glazbenu karijeru započela sredinom 2011. godine nakon što je objavila nekoliko videa na YouTube, od kojih su najpoznatiji kontrovezni spotovi za pjesme "Pu$$y" i "Two Times" gdje je korstila uzorke pjesme "Gucci Two Times", Guccija Manea. Nakon što je u rujnu 2011. godine objavila prvi miksani album Ignorant Art, potpisala je ugovor s diskografskom kućom repera T.I.-a, Grand Hustle Records. S planovima za objavljivanje prvog studijskog albuma pod tom diskografskom kućom je stala, te je 22. travnja 2012. godine najavila da će objaviti EP pod nazivom Glory.

## Objavljivanje i promocija
Iggy Azalea je projekt najavila u travnju preko svog Twittera. Izjavila je da će se projekt zvati Glory i da treba ponuditi nešto novo svojim obožavateljima. Pozadinu za EP objavila je 27. lipnja 2012. godine, te je nekoliko dana kasnije predstavila pjesmu "Millionaire Misfits" na kojoj gostuje B.o.B.
Prvi promotivni singl "Murda Bizness" objavljen je 26. ožujka 2012. godine preko Azaleinog računa na YouTubeu. Singl je trebao biti glavni singl njenog debitantskog studijskog albuma The New Classic, ali zbog mnogo odgađanja, našao se na EP-u. Na pjesmi gostuje T.I., a producent pjesme je Bei Maejor. Redatelj glazbenog spota je Alex/2Tone. Spot je objavljen 21. srpnja 2012. godine. Spot je inspiriran televizijskom serijom Toddlers & Tiaras.
Drugi promotivni singl "Flash" objavljen je 23. srpnja 2012. godine. Na pjesmi gostuje pjevač Mike Posner koji je ujedno i producent pjesme.

## Popis pjesama
| Br. | Skladba                                 | Tekstopisac                                                   | Producent          | Trajanje |
| --- | --------------------------------------- | ------------------------------------------------------------- | ------------------ | -------- |
| 1.  | »Millionaire Misfits« (featuring B.o.B) | Amethyst Kelly, Bobby Simmons, Clifford Harris, Brandon Green | Bei Maejor         | 3:41     |
| 2.  | »Murda Bizness« (featuring T.I.)        | Kelly, Harris, Green                                          | Bei Maejor         | 3:31     |
| 3.  | »Runway« (featuring Pusha T)            | Kelly, Terrence Thornton                                      | Stix               | 3:40     |
| 4.  | »Me, Myself, My Money«                  | Kelly, Cordale Quinn                                          | Lil' C             | 3:51     |
| 5.  | »Flash« (featuring Mike Posner)         | Kelly, Michael Posner                                         | Mike Posner, Omega | 4:17     |
| 6.  | »Glory«                                 | Kelly                                                         | Stix               | 4:05     |

## Nadnevci objavljivanja
| Država                     | Nadnevak         | Format             | Diskografska kuća    | Izvor  |
| -------------------------- | ---------------- | ------------------ | -------------------- | ------ |
| Sjedinjene Američke Države | 30. srpnja 2012. | digitalni download | Grand Hustle Records | [ 11 ] |